# Saint-Louis (Mozela)
Saint-Louis – miejscowość i gmina we Francji, w regionie Grand Est, w departamencie Mozela.
Według danych na rok 1990 gminę zamieszkiwało 696 osób, a gęstość zaludnienia wynosiła 75 osób/km² (wśród 2335 gmin Lotaryngii Saint-Louis plasuje się na 486. miejscu pod względem liczby ludności, natomiast pod względem powierzchni na miejscu 646.).